# Scarbroïta
La scarbroïta és un mineral de la classe dels carbonats. Rep el seu nom de la localitat de Scarborough, a Anglaterra, on va ser descoberta.

## Característiques
La scarbroïta és un carbonat de fórmula química Al₅(CO₃)(OH)13·5H₂O. Cristal·litza en el sistema hexagonal.
Segons la classificació de Nickel-Strunz, la scarbroïta pertany a «05.DA: Carbonats amb anions addicionals, amb H₂O, amb cations de mida mitjana» juntament amb els següents minerals: dypingita, hidromagnesita, giorgiosita, widgiemoolthalita, artinita, indigirita, clorartinita, otwayita, zaratita, kambaldaïta, cal·laghanita, claraïta, hidroscarbroïta, caresita, quintinita, charmarita, stichtita-2H, brugnatel·lita, clormagaluminita, hidrotalcita-2H, piroaurita-2H, zaccagnaïta, comblainita, desautelsita, hidrotalcita, piroaurita, reevesita, stichtita i takovita.

## Formació i jaciments
Va ser descoberta l'any 1829 a Scarborough, al comtat de North Yorkshire, Anglaterra, Regne Unit. També al Regne Unit ha estat trobada als comtats de South Gloucestershire i Somerset. Fora de les illes Britàniques, la scarbroïta ha estat descrita al llac Muskiki (Saskatchewan, Canadà), a Pilisvörösvár (Pest, Hongria), al mont Civillina (Vicenza, Itàlia), a la ciutat de Saiki (Kyūshū, Japó), a Magaña (Sòria, Espanya), i a Chandoline (Valais, Suïssa).